# Gigantic (Fernsehserie)
Gigantic ist eine US-amerikanische Fernsehserie für Jugendliche, die in den Vereinigten Staaten seit dem 8. Oktober 2010 auf TeenNick ausgestrahlt wird. Es ist die erste eigenproduzierte Serie seit dem Namenswechsel von The N im September 2009. In Deutschland wird die Serie seit dem 12. September 2011 auf VIVA ausgestrahlt. Grace Gummer und Gia Mantegna sind die Töchter von Meryl Streep bzw. Joe Mantegna. Die Serie wurde in Los Angeles gedreht.
Am 19. April 2011 gab Tony Oller über sein Twitter-Account bekannt, dass die Serie keine zweite Staffel bekommen wird.

## Handlung
Anna Moore und ihr Bruder Walt sind Sprösslinge der berühmten Hollywood-Schauspieler John und Jennifer Moore. Nach einem mehrjährigen Auslandsaufenthalt in Australien kehren sie zurück nach Los Angeles. Während ihre Eltern mit den Dreharbeiten an einem neuen Film beschäftigt sind, lernen sie das Leben zwischen Rampenlicht und Paparazzi und die damit verbundenen Schwierigkeiten und Probleme kennen, als Promi-Kinder aufzuwachsen.

## Figuren

### Hauptfiguren
| Hauptfigur   | Darsteller           | Deutscher Sprecher   |
| ------------ | -------------------- | -------------------- |
| Anna Moore   | Grace Gummer         | Tanya Kahana         |
| Walt Moore   | Tony Oller           | Jan Makino           |
| Piper Katins | Jolene Purdy         | Rubina Kuraoka       |
| Finn Katins  | Malcolm David Kelley | Wilhelm-Rafael Garth |
| Vanessa King | Gia Mantegna         | Victoria Frenz       |
| Joey Colvin  | Ryan Rottman         | Nico Sablik          |

Anna Moore
Sie ist eine 17-jährige Jugendliche und das älteste Kind von Jennifer und John Moore. Sie ist eine angehende  Journalistin, die von Australien nach Los Angeles zurückkehrt. Sie verliebt sich in Joey und die beiden haben eine kurzlebige Beziehung
Walt Moore
Er ist Annas 16-jähriger Bruder und Musiker, der sich mit keiner Schauspielerin verabreden will. Er hofft, dass er eine Freundin findet, die ihn nicht als Sohn berühmter Eltern sieht. Er und Anna haben ein enges Verhältnis zueinander. Er ist mit Maggie zusammen, muss aber herausfinden, dass sie Schauspielerin werden will.
Joey Colvin
Er ist ein durchschnittlicher Kerl und entwickelt Gefühle für Anna. Doch während Anna in Australien war, hatte Joey eine Affäre mit Lulu. Fast ein Jahr später kehrt Lulu zurück und eröffnet ihm, dass sie gemeinsam einen Sohn haben.
Piper Katins
Piper ist die beste Freundin von Anna und die Adoptivschwester von Finn und die Adoptivtochter von Ryan Katins. Sie ist ein Multitalent, weiß aber nicht, was ihr Ding ist.
Finn Katins
Er ist Walts bester Freund und Pipers Adoptivbruder.
Vanessa King
Vanessa ist eine aufstrebende Schauspielerin, die ihren Ruf als Kinderstar loswerden und als richtige Schauspielerin wahrgenommen werden will. Manchmal beneidet sie Anna und Walters Leben als Sprösslinge von berühmten Hollywood-Stars. Sie sieht alle anderen als Konkurrenten.

### Nebenfiguren
| Nebenfigur     | Darsteller      | Deutscher Sprecher |
| -------------- | --------------- | ------------------ |
| Jennifer Moore | Helen Slater    | Sabine Arnhold     |
| John Moore     | Patrick Fabian  | Peter Flechtner    |
| RaeAnne Colvin | Laurel Holloman | Victoria Sturm     |
| Sasha          | Emma Caulfield  | Ghadah Al-Akel     |
| Lulu Khandan   | Bianca Collins  | Maximiliane Häcke  |
| Maggie Ritter  | Skyler Day      | Shalin Rogall      |
| Ryan Katins    | Greg Ellis      | Marcus Off         |
| Hugh           | Donn Swaby      | Alexander Doering  |
| Simon Mcrae    | A.J. Lamas      | Robin Kahnmeyer    |
| Russell        | Ben Milliken    | Asad Schwarz       |
| Gary Ritter    | J. C. MacKenzie | Thomas Nero Wolff  |

Jennifer und John Moore
Sie sind die Eltern von Anna und Walt und gehören zu Hollywoods A-Listen Schauspieler.
Maggie Ritter
Sie ist mit Walt zusammen, verheimlicht ihm, dass sie Schauspielerin werden will.
RaeAnne Colvin
Sie ist Joeys Mutter.
Lulu Khandan
Lulu ist Vanessas Freundin. Als Anna nach Australien geht, beginnt sie eine Affäre mit  Joey. Dabei wird sie schwanger. Nach einem Jahr kehrt sie zurück und sagt Joey die Wahrheit. In der Öffentlichkeit wird das Baby, als Adoptivkind ihrer Eltern dargestellt.

## Episodenliste
| Nr. | Deutscher Titel                          | Originaltitel                      | Erstausstrahlung USA | Deutschsprachige Erstausstrahlung (D) |
| --- | ---------------------------------------- | ---------------------------------- | -------------------- | ------------------------------------- |
| 1   | Zurück in L.A. (1)                       | Pilot (1)                          | 8. Okt. 2010         | 12. Sep. 2011                         |
| 2   | Zurück in L.A. (2)                       | Pilot (2)                          | 8. Okt. 2010         | 13. Sep. 2011                         |
| 3   | Teen Vogue                               | Black and White and Red All Over   | 15. Okt. 2010        | 14. Sep. 2011                         |
| 4   | Neue Stadt, neuer Anfang                 | Cas’ Girls Are Not So Easy         | 22. Okt. 2010        | 15. Sep. 2011                         |
| 5   | Der Gig                                  | An Awesome Night of Awesomeness    | 29. Okt. 2010        | 19. Sep. 2011                         |
| 6   | Geheimnisse                              | Perfect Complications              | 29. Okt. 2010        | 20. Sep. 2011                         |
| 7   | Alles oder nichts                        | All In                             | 5. Nov. 2010         | 21. Sep. 2011                         |
| 8   | Die Stadt, in der das Nein regiert       | The Town of No                     | 12. Nov. 2010        | 22. Sep. 2011                         |
| 9   | Dottie P.                                | Dottie P.                          | 19. Nov. 2010        | 26. Sep. 2011                         |
| 10  | Bye-bye, Baby                            | Bye, Bye Baby                      | 19. Nov. 2010        | 27. Sep. 2011                         |
| 11  | Zen und die Kunst, nach vorne zu blicken | Zen and the Art of Getting Over It | 11. März 2011        | 28. Sep. 2011                         |
| 12  | Und nichts als die Wahrheit              | Carpe Diem                         | 11. März 2011        | 29. Sep. 2011                         |
| 13  | Entscheidungen                           | Scramble                           | 18. März 2011        | 3. Okt. 2011                          |
| 14  | Alles wieder normal                      | Back to Normal                     | 25. März 2011        | 4. Okt. 2011                          |
| 15  | Der Mutter-Tochter-Tag                   | The Hell Just Happened             | 1. Apr. 2011         | 5. Okt. 2011                          |
| 16  | Die alte Gang                            | The Joy of Contrition              | 8. Apr. 2011         | 6. Okt. 2011                          |
| 17  | Die Macht der Gefühle                    | Food Stylist Girl                  | 15. Apr. 2011        | 10. Okt. 2011                         |
| 18  | Freiheit                                 | Things That Haven’t Happened Yet   | 22. Apr. 2011        | 11. Okt. 2011                         |